# Whatfield
Whatfield est une paroisse civile d'Angleterre, au Royaume-Uni, située dans le district de Babergh, comté du Suffolk.
Sa population était de 335 habitants en 2011.